# Enrique Cárdenas del Avellano
Enrique Cárdenas del Avellano (Matamoros, Tamaulipas; 4 de septiembre de 1957) es un político, miembro activo del Partido Revolucionario Institucional desde 1975. De igual manera es empresario Tamaulipeco, concesionario de Radio y Televisión.

## Biografía y Educación

### Biografía
Sus padres son Bertha del Avellano y Enrique Cárdenas González, quien fue Gobernador de Tamaulipas de 1975 a 1981. 
Cárdenas es padre de familia y junto a su esposa Dianaluz de Cárdenas educa a sus hijos.

### Los años en la UAT
Enrique Cárdenas ingresó a la Universidad Autónoma de Tamaulipas para estudiar la carrera de Ingeniería agrónoma. En su etapa universitaria, gustaba de practicar el fútbol americano, llegando a formar parte del primer equipo de esta disciplina en la Facultad de Agronomía en Ciudad Victoria. Finalmente concluyó sus estudios y obtuvo el título de Ingeniero Agrónomo. 

## Actividades políticas y empresariales

### Actividades políticas
- Milita en Partido Revolucionario Institucional desde 1975.

- Triunfó en un proceso interno de consulta a la base del PRI, para ser Candidato a presidente de la capital Tamaulipeca.

- Fue elegido presidente municipal de Victoria para el período 1999-2001. Solicitó licencia a ese cargo y el 27 de septiembre del 2000 (Periódico Oficial de Tamaulipas cxxv-107-121000F) fue sustituido por el Ing. Egidio Torre Cantú (actual Gobernador del Estado), quien concluyó el periodo.

- En el 2000-2001 fungió como presidente del CDE del PRI.

- En el Congreso del Estado de Tamaulipas, estuvo como Diputado Local en el periodo 2002-2004, en el que fue coordinador de la fracción priísta y presidente de la Junta de Coordinación Política.

- Fue Secretario de Desarrollo Rural en el Gobierno del Estado de Tamaulipas.

- Orgullosamente es militante y cuadro directivo del actual Comité Nacional de la Confederación Nacional Campesina (CNC).

- Ha sido en dos ocasiones Diputado Federal por los Distritos 06 y 05 de las Legislaturas LX y LXII, durante los períodos 2006-2009 y 2012-2015, formando parte de las Comisiones de: Recursos Hidráulicos, Seguridad Pública, Radio y Televisión, y de la Comisión Especial de Tecnologías de la Información.

- Impulsor de las Reformas Estructurales para Transformar a México.

### Actividad empresarial
Enrique Cárdenas del Avellano como Ingeniero Agrónomo Zootecnista, se ha desempeñado en actividades privadas relacionadas con la ganadería y la radiodifusión, siendo Director General de Organización Radiofónica Tamaulipeca. Concesionario de Radio y Televisión, además en las áreas: Agropecuaria, Hotelera y Energética.